# 鲍格洛德
鲍格洛德，是匈牙利佐洛州所辖的一个村，总面积4.86平方公里，总人口46，人口密度9.5人/平方公里（2010年1月1日）。